# أم الجليل
أم الجليل بلدية بدائرة عزيز ولاية المدية الجزائرية.
تتكون قرية ام الجليل من أربعة أحياء كبيرة وهي: الصوافين ولازواش وسيدي هزرش والمايمية. والمركز يدعى بالقرية وهي منطقة لها عادات وتقاليد عريقة.
توجد بها متوسطة وحيدة «الأخوة شخشوخ» 